# Tomoya Uchida
Tomoya Uchida (født 10. juli 1983) er en japansk fodboldspiller.
Han har spillet for flere forskellige klubber i sin karriere, herunder Yokohama FC, Omiya Ardija og Ventforet Kofu.